# Кусадачко језеро
Кусадачко језеро једно је од језера у насељу Кусадак општини Смедеревска Паланка.

## Локација
Кусадачко језеро налази се у средишту троугла који чине путеви између Младеновца, Смедеревске Паланке и Селевца, у малој шуми између села Кусадак и Азања у којој се налази и Манастир Пиносава.
До самог језера води и пут кроз шуму. Дужина језера је нешто преко 100 метара.